# Sângeorz-Băi
Sângeorz-Băi (en allemand: Sankt Georgen, en hongrois: Oláhszentgyörgy) est une ville dans le Județ de Bistrița-Năsăud, en Transylvanie.
La ville est traversée par la rivière Someșul Mare.
La cité de Sângeorz-Băi est connue comme une station thermale. Les propriétés de l'eau de source sont connues depuis 1770. Ses eaux sont comparées à celles de Vichy en France.